# كولن ماكنزي (لاعب اتحاد الرغبي)
كولن ماكنزي هو لاعب اتحاد الرغبي كندي، ولد في 24 نوفمبر 1964 في فانكوفر في كندا.

## وصلات خارجية
- كولن ماكنزي عل موقع إسبنسكروم (الإنجليزية)